# Lian Tran
Lian Tran (Rotterdam, 19 luglio 2002) è una tennista olandese.

## Vita personale
È originaria del Vietnam. Sua sorella maggiore, Demi Tran, è anche lei una tennista professionista. Si sono trasferite nei Paesi Bassi insieme alla loro famiglia quando erano molto giovani. Ha iniziato a giocare a tennis all'età di quattro anni con la guida della sua famiglia.

## Carriera
Durante la sua carriera junior, Tran ha raggiunto la classifica più alta nel ranking ITF la numero 303, raggiunta il 31 dicembre 2018.
Lian Tran ha vinto 1 titolo in singolare e 6 titoli in doppio nel circuito ITF in carriera. Il 14 luglio 2025 ha raggiunto il best ranking in singolare raggiungendo la 329ª posizione mondiale, mentre il 21 aprile 2025 ha raggiunto la 193ª posizione in doppio.
Lian fa la sua prima apparizione nel circuito maggiore durante il Grand Prix SAR La Princesse Lalla Meryem 2025, dove ha partecipato nelle qualificazioni ed è stata sconfitta nel turno finale dall'italiana Camilla Rosatello; prende parte anche nel doppio insieme alla russa Ekaterina Jašina, ma vengono eliminate all'esordio dalla coppia wildcard di casa. Partecipa anche nelle qualificazioni del Rosmalen Open 2025, ma anche in questo caso viene estromessa nel turno finale dalla connazionale Isis Louise van den Broek.

## Statistiche ITF

### Singolare

#### Vittorie (1)
| Torneo $100.000 (0) |
| Torneo $80.000 (0)  |
| Torneo $60.000 (0)  |
| Torneo $40.000 (0)  |
| Torneo $25.000 (0)  |
| Torneo $15.000 (1)  |

| N. | Data             | Torneo                                              | Superficie | Avversaria in finale  | Punteggio |
| 1. | 26 novembre 2023 | Open Ciudad de Alcala de Henares, Alcalá de Henares | Cemento    | Cristina Díaz Adrover | 7-5, 6-0  |

#### Sconfitte (1)
| Torneo $100.000 (0) |
| Torneo $80.000 (0)  |
| Torneo $60.000 (0)  |
| Torneo $40.000 (0)  |
| Torneo $25.000 (1)  |
| Torneo $15.000 (0)  |

| N. | Data           | Torneo                   | Superficie  | Avversaria in finale | Punteggio |
| 1. | 5 gennaio 2025 | Women's Nairobi, Nairobi | Terra rossa | Joanna Garland       | 1-6, 1-6  |

### Doppio

#### Vittorie (6)
| Torneo $100.000 (0) |
| Torneo $80.000 (0)  |
| Torneo $60.000 (1)  |
| Torneo $40.000 (0)  |
| Torneo $25.000 (1)  |
| Torneo $15.000 (4)  |

| N. | Data             | Torneo                                              | Superficie  | Compagna            | Avversarie in finale            | Punteggio        |
| 1. | 18 gennaio 2020  | Cancun Tennis Cup, Cancún                           | Cemento     | Justina Mikulskytė  | Victoria Rodríguez Sofia Sewing | 6–2, 4–6, [10–7] |
| 2. | 2 ottobre 2021   | Egypt ITF World Tennis Tour, Il Cairo               | Terra rossa | Jasmijn Gimbrère    | Punnin Kovapitukted Demi Tran   | 6–3, 3–6, [10–5] |
| 3. | 5 novembre 2022  | Topspin Energy Cup, Solarino                        | Sintetico   | Leonie Küng         | Giulia Crescenzi Miriana Tona   | 6-2, 6-2         |
| 4. | 25 novembre 2023 | Open Ciudad de Alcala de Henares, Alcalá de Henares | Cemento     | Tilwith Di Girolami | Ester Ivaldo Carina Syrtveit    | 6-4, 6-2         |
| 5. | 26 ottobre 2024  | Loulé Ladies Open, Loulé                            | Cemento     | Michika Ozeki       | Salma Drugdová Marie Weckerle   | 6-4, 6-2         |
| 6. | 9 novembre 2024  | Kyotec Open, Pétange                                | Cemento (i) | Alevtina Ibragimova | Jesika Malečková Miriam Škoch   | 1-6, 6-2, [11-9] |

#### Sconfitte (10)
| Torneo $100.000 (0) |
| Torneo $80.000 (0)  |
| Torneo $60.000 (2)  |
| Torneo $40.000 (2)  |
| Torneo $25.000 (2)  |
| Torneo $15.000 (4)  |

| N.  | Data             | Torneo                                                 | Superficie  | Compagna                      | Avversarie in finale                  | Punteggio         |
| 1.  | 27 novembre 2021 | Heraklion Open, Heraklion                              | Terra rossa | Julia Kimmelmann              | Nicole Khirin Radka Zelníčková        | 2-6, 4-6          |
| 2.  | 20 agosto 2022   | Amjoy Cup, Eindhoven                                   | Terra rossa | Demi Tran                     | Patricija Paukštytė Laïa Petretic     | 6–4, 5–7, [9–11]  |
| 3.  | 12 novembre 2022 | GVH Cup, Solarino                                      | Sintetico   | Sevil Yuldaševa               | Virginia Ferrara Giorgia Pedone       | 3-6, 2-6          |
| 4.  | 29 aprile 2023   | Magic Tours, Monastir                                  | Cemento     | Demi Tran                     | Lily Fairclough Lisa Mays             | 7-5, 2-6, [4-10]  |
| 5.  | 17 agosto 2024   | Gonzalez Academy Events, Duffel                        | Terra rossa | Tilwith Di Girolami           | Magali Kempen Ema Kovacevic           | 1-6, 4-6          |
| 6.  | 24 agosto 2024   | Arequipa Open Copa Engie, Arequipa                     | Terra rossa | Tiantsoa Rakotomanga Rajaonah | Lucciana Pérez Alarcón Jazmin Ortenzi | 7-5, 3-6, [1-10]  |
| 7.  | 2 novembre 2024  | Hamburg Ladies Open, Amburgo                           | Cemento (i) | Riya Bhatia                   | Madeleine Brooks Isabelle Haverlag    | 3-6, 2-6          |
| 8.  | 11 gennaio 2025  | Nairobi Women's, Nairobi                               | Terra rossa | Demi Tran                     | Sada Nahimana Angella Okutoyi         | 3-6, 3-6          |
| 9.  | 1º febbraio 2025 | Engie Open Andrézieux-Bouthéon 42, Andrézieux-Bouthéon | Cemento (i) | Conny Perrin                  | Ayla Aksu Julija Hatoŭka              | 7-5, 4-6, [12-14] |
| 10. | 29 marzo 2025    | Bujumbura Open, Bujumbura                              | Terra rossa | Demi Tran                     | Chelsea Fontenel Ksenija Zajceva      | 6–4, 1–6, [9–11]  |